# Razlomak
U matematici, razlomak je broj koji opisuje jedan ili više jednakih dijelova cjeline.
Jednostavni ili obični razlomak je količnik koji se dobiva dijeljenjem cijelog broja prirodnim.  Zapisuje se pomoću kose crte kao npr. 7/4 ili pomoću vodoravne razlomačke crte npr. {\displaystyle {\tfrac {1}{3}}}.
Skup svih brojeva koji se mogu zapisati pomoću jednostavnog razlomka zove se skup racionalnih brojeva, a označava se znakom {\displaystyle \mathbb {Q} }.
Djeljenik se zove brojnik razlomka, a nalazi se lijevo od kose crte ili iznad razlomačke crte.  Djelitelj se zove nazivnik razlomka, a nalazi se desno od kose crte ili ispod razlomačke crte.

## Zapisivanje
Pravi razlomak je razlomak čija je apsolutna vrijednost manja od 1, npr. {\displaystyle {\tfrac {2}{3}}}. Apsolutna vrijednost nepravog razlomka veća je ili jednaka 1, npr. {\displaystyle {\tfrac {5}{2}}}.
Miješani broj suma je cijelog broja različitog od nule i pravog razlomka. Suma je prikazana bez znaka plus "+". Na primjer, ako imamo dvije torte i tri četvrtine treće torte, imamo {\displaystyle 2+{\tfrac {3}{4}}=2{\tfrac {3}{4}}} torte. Nepravi razlomak {\displaystyle {\tfrac {d}{c}}} pretvaramo u miješani broj {\displaystyle a{\tfrac {b}{c}}} tako da podijelimo brojnik s nazivnikom, tada je cijeli dio količnika a, ostatak je b, a nazivnik c ostaje isti kao na početku.
Dvojni razlomak je razlomak kojemu su brojnik i nazivnik razlomci. Pojednostavljuju se u jednostavan razlomak tako da je novomu razlomku brojnik umnožak vanjskih brojeva, a nazivnik umnožak unutarnjih brojeva. Alternativno, možemo najdulju razlomačku crtu zamijeniti znakom za dijeljenje pa podijeliti dobivene razlomke:
{\displaystyle {\frac {\tfrac {1}{2}}{\tfrac {1}{3}}}={\tfrac {1}{2}}\cdot {\tfrac {3}{1}}={\tfrac {3}{2}}=1{\tfrac {1}{2}}}
Ako je brojnik ili nazivnik dvojnog razlomka cijeli broj tada ga pišemo u obliku razlomka s nazivnikom 1:
{\displaystyle {\frac {8}{\tfrac {1}{3}}}=8\cdot {\tfrac {3}{1}}=24.}

### Omjer
Razlomak se može pisati i u obliku omjera npr. {\displaystyle {\tfrac {a}{b}}=a:b}, za koji vrijedi:
{\displaystyle (a,b)+(c,d)=(ad+bc,bd)\,}
{\displaystyle (a,b)-(c,d)=(ad-bc,bd)\,}
{\displaystyle (a,b)\cdot (c,d)=(ac,bd)}
{\displaystyle (a,b):(c,d)=(ad,bc){\text{ (za c ≠ 0)}}}

### Proširivanje razlomaka
Razlomak proširujemo tako da njegov brojnik i nazivnik pomnožimo nekim cijelim brojem c. Prošireni razlomak je jednak početnom razlomku.
{\displaystyle {\frac {3}{7}}={\frac {3}{7}}\cdot {\frac {2}{2}}={\frac {3\cdot 2}{7\cdot 2}}={\frac {6}{14}}}

### Skraćivanje razlomaka
Razlomak skraćujemo tako da njegov brojnik i nazivnik podijelimo nekim cijelim brojem c. U pravilu su brojnik i nazivnik djeljivi brojem c. Skraćeni razlomak jednak je početnom razlomku.
{\displaystyle {\frac {5}{10}}={\frac {5:5}{10:5}}={\frac {1}{2}}}

#### Parnost nazivnika
Vjerojatnost da je nazivnik nekog razlomak paran iznosi 1 : 3 jer imamo tri mogućnosti za brojnik i nazivnik: oba su neparna; brojnik je paran, a nazivnik neparan; brojnik je neparan, a nazivnik paran. Ne promatramo slučaj kad su i brojnik i nazivnik parni, jer se tada razlomak može skratiti i u tom slučaju brojnik ili nazivnik je neparan.

### Recipročna vrijednost
Ako imamo jednostavni razlomak {\displaystyle {\tfrac {a}{b}}}, recipročna vrijednost iznosi mu {\displaystyle {\tfrac {b}{a}}}. Recipročna vrijednost cijelog broja a iznosi {\displaystyle {\tfrac {1}{a}}}. Recipročna vrijednost broja oblika jednostavnog razlomka {\displaystyle {\tfrac {1}{a}}} iznosi a.

### Zbrajanje i oduzimanje
Prilikom zbrajanja i oduzimanja, razlomci se svode na najmanji zajednički nazivnik. On je najmanji zajednički višekratnik nazivnika tih razlomaka. Nakon svođenja na zajednički nazivnik, brojnici se zbroje ili oduzmu ovisno o operaciji.
{\displaystyle {\frac {1}{4}}+{\frac {1}{3}}={\frac {1\cdot 3}{4\cdot 3}}+{\frac {1\cdot 4}{3\cdot 4}}={\frac {3}{12}}+{\frac {4}{12}}={\frac {7}{12}}.}
Ako zbrajamo razlomak i cijeli broj, cijeli broj možemo pisati kao razlomak s nazivnikom 1 te normalno svodimo na zajednički nazivnik te ih zbrojimo.
{\displaystyle {\frac {3}{4}}+2={\frac {3}{4}}+{\frac {2}{1}}={\frac {3}{4}}+{\frac {8}{4}}={\frac {11}{4}}=2{\frac {3}{4}}}

### Množenje

#### Množenje dvaju razlomka
Razlomci se množe tako da im se pomnože brojnici te nazivnici. Umnožak brojnika postaje brojnik rezultata, a umnožak nazivnika postaje nazivnik rezultata.
{\displaystyle {\tfrac {2}{3}}\cdot {\tfrac {3}{4}}={\tfrac {6}{12}}}
Prilikom množenja dvaju ili više razlomaka bilo koji brojnik smije se pokratiti s nekim nazivnikom.
{\displaystyle {\tfrac {2}{3}}\cdot {\tfrac {3}{4}}={\tfrac {{\cancel {2}}^{~1}}{{\cancel {3}}^{~1}}}\cdot {\tfrac {{\cancel {3}}^{~1}}{{\cancel {4}}^{~2}}}={\tfrac {1}{1}}\cdot {\tfrac {1}{2}}={\tfrac {1}{2}}}

#### Množenje razlomka cijelim brojem
Cijeli broj zapisujemo u obliku razlomka s nazivnikom 1 te normalno množimo brojnike i nazivnike.
{\displaystyle 6\cdot {\tfrac {3}{4}}={\tfrac {6}{1}}\cdot {\tfrac {3}{4}}={\tfrac {18}{4}}}

### Dijeljenje
Razlomke dijelimo tako da djeljenik pomnožimo recipročnim djeliteljem.
{\displaystyle {\tfrac {1}{2}}\div {\tfrac {3}{4}}={\tfrac {1}{2}}\cdot {\tfrac {4}{3}}={\tfrac {1\cdot 4}{2\cdot 3}}={\tfrac {2}{3}}}

### Uspoređivanje
Razlomke možemo usporediti tako da ih svedemo na zajednički nazivnik te im usporedimo brojnike. Ako imamo mješovite brojeve, zapišemo ih u obliku nepravih razlomaka, svedemo ih na zajednički nazivnik te im usporedimo brojnike. Primijetimo da ne moramo svesti na zajednički nazivnik jer on ne sudjeluje u uspoređivanju brojnika. Zato razlomke {\displaystyle {\tfrac {a}{b}}} i {\displaystyle {\tfrac {c}{d}}} uspoređujemo unakrsno. Ako je a · d < b · c, drugi je razlomak veći. Ako je a · d > b · c, prvi je razlomak veći. Inače, razlomci su jednaki.

## Intuitivan prikaz svojstava razlomaka
Ovdje ćemo potanko dokazati svojstva zbrajanja, oduzimanja, množenja i dijeljenja razlomaka. Nakon kojih će se, ma kako složen bio, svaki razlomak moći izračunati.
Napomena. Radi jednostavnosti, a bez smanjenja općenitosti, sve varijable koje budemo koristili bit će prirodni brojevi.
1. Svojstvo zbrajanja
- {\displaystyle {\frac {a}{b}}+{\frac {c}{d}}={\frac {ad+bc}{bd}}}. Kako smijemo zbrajati samo polovine s polovinama, trećine s trećinama, ..., takvo pravilo vrijedi i ovdje. Brojevima {\displaystyle b,d} nađemo {\displaystyle V(b,d)} odnosno najmanji zajednički višekratnik,  ili ih jednostavno pomnožimo, iz čega slijedi pravilo. Ovdje smo koristili očitu jednakost {\displaystyle {\frac {c}{c}}\cdot {\frac {a}{b}}={\frac {ac}{bc}}}.

2. Svojstvo oduzimanja
- Ovo pravilo direktno slijedi iz svojstva zbrajanja, tj. vrijedi

{\displaystyle {\frac {a}{b}}-{\frac {c}{d}}={\frac {ad-bc}{bd}}}.
3. Svojstvo množenja
- Izravno iz definicije razlomka slijedi {\displaystyle {\frac {1}{c}}\cdot {\frac {a}{b}}={\frac {a}{bc}}}.
- Dokažimo da vrijedi {\displaystyle {\frac {a}{b}}\cdot {\frac {c}{d}}={\frac {ac}{bd}}}. Ovdje se zapravo pitamo koliko iznosi {\displaystyle a}-terostruka {\displaystyle b}-tina broja {\displaystyle {\frac {c}{d}}}. To je isto kao da prvo izračunamo {\displaystyle b}-tinu tog broja pa ju pomnožimo s {\displaystyle a}. Formalno, {\displaystyle {\frac {a}{b}}\cdot {\frac {c}{d}}={\frac {ac}{bd}}}, što je i trebalo dokazati. Sada je jasno i da je {\displaystyle {\frac {a}{b}}\cdot {\frac {b}{a}}=1}.

4. Svojstvo dijeljenja
- Pogledajmo odmah primjer dijeljenja dva razlomka. Dokažimo da vrijedi {\displaystyle {\frac {\frac {a}{b}}{\frac {c}{d}}}={\frac {ad}{bc}}}. Naime da imamo primjerice razlomak {\displaystyle {\frac {\frac {a}{b}}{c}}}, to bi značilo da svaku  {\displaystyle a}-terostruku {\displaystyle b}-tinu dijelimo na {\displaystyle c} jednakih dijelova, dakle nazivnik postaje {\displaystyle b\cdot {c}}. No, ako taj {\displaystyle c} dijelimo još na {\displaystyle d}-tine to znači da razlomak postaje {\displaystyle d} puta veći.

Time su na jednostavan i praktičan način dokazana sva nužna i dovoljna pravila za račun s razlomcima.

## Racionalizacija nazivnika

### Nazivnik kao kvadratni korijen
Racionaliziramo nazivnik tako da razlomak proširujemo brojem koji je jednak nazivniku razlomka.
{\displaystyle {\frac {3}{\sqrt {7}}}={\frac {3}{\sqrt {7}}}\cdot {\frac {\sqrt {7}}{\sqrt {7}}}={\frac {3{\sqrt {7}}}{7}}}

### Nazivnik kao viši korijen
Ako je nazivnik oblika {\displaystyle {\sqrt[{n}]{a}}}, razlomak proširujemo s {\displaystyle {\sqrt[{n}]{a}}^{n-1}}:
{\displaystyle {\frac {10}{\sqrt[{3}]{b}}}={\frac {10}{\sqrt[{3}]{b}}}\cdot {\frac {{\sqrt[{3}]{b}}^{2}}{{\sqrt[{3}]{b}}^{2}}}={\frac {10{\sqrt[{3}]{b}}^{2}}{{\sqrt[{\cancel {3}}]{b}}^{\cancel {3}}}}={\frac {10{\sqrt[{3}]{b}}^{2}}{b}}}

### Nazivnik kao binom
Ako je nazivnik oblika a - b, razlomak proširujemo s a + b.
{\displaystyle {\frac {3}{3-2{\sqrt {5}}}}={\frac {3}{3-2{\sqrt {5}}}}\cdot {\frac {3+2{\sqrt {5}}}{3+2{\sqrt {5}}}}={\frac {3(3+2{\sqrt {5}})}{{3}^{2}-(2{\sqrt {5}})^{2}}}={\frac {3(3+2{\sqrt {5}})}{9-20}}=-{\frac {9+6{\sqrt {5}}}{11}}}
Ako je nazivnik oblika a + b, razlomak proširujemo s a - b.
{\displaystyle {\frac {3}{3+2{\sqrt {5}}}}={\frac {3}{3+2{\sqrt {5}}}}\cdot {\frac {3-2{\sqrt {5}}}{3-2{\sqrt {5}}}}={\frac {3(3-2{\sqrt {5}})}{{3}^{2}-(2{\sqrt {5}})^{2}}}={\frac {3(3-2{\sqrt {5}})}{9-20}}=-{\frac {9-6{\sqrt {5}}}{11}}}
Ovo možemo primijeniti i na kompleksne brojeve gdje je i 2 = -1:
{\displaystyle {\frac {7}{1+{\sqrt {-5}}}}={\frac {7}{1+{\sqrt {-5}}}}\cdot {\frac {1-{\sqrt {-5}}}{1-{\sqrt {-5}}}}={\frac {7(1-{\sqrt {-5}})}{1^{2}-{\sqrt {-5}}^{2}}}={\frac {7(1-{\sqrt {-5}})}{1-(-5)}}={\frac {7-7{\sqrt {5}}i}{6}}}

## Imenovanje nazivnika
Nazivnike je uobičajeno imenovati dodavanjem nastavka -ina na kraj broja.
| Nazivnik | Ime                | Nazivnik | Ime      | Nazivnik | Ime          |
| -------- | ------------------ | -------- | -------- | -------- | ------------ |
| 1        | cijelo ili jednina | 6        | šestina  | 11       | jedanaestina |
| 2        | polovina           | 7        | sedmina  | 12       | dvanaestina  |
| 3        | trećina            | 8        | osmina   | 13       | trinaestina  |
| 4        | četvrtina          | 9        | devetina | 14       | četrnaestina |
| 5        | petina             | 10       | desetina | 15       | petnaestina  |